# Tarō Kimura

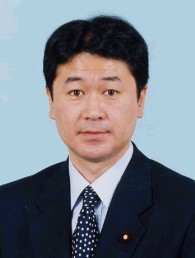
Tarō Kimura

Tarō Kimura (jap. 木村 太郎, Kimura Tarō; * 20. Juli 1965 in Fujisaki, Landkreis Süd-Tsugaru, Aomori; † 25. Juli 2017 in Kōtō (Tokio), Tokio) war ein japanischer Politiker, zuletzt in der Liberaldemokratischen Partei (LDP), ein Mitglied des Repräsentantenhauses in der Nationalversammlung für den 4. Wahlkreis von Aomori. Gebürtig aus Fujisaki, Aomori und Absolvent der Tōyō-Universität, wurde 1991 für die erste von zwei Wahlperioden ins Präfekturparlament von Aomori gewählt. 1996 wechselte er in die Nationalpolitik, als er bei der Repräsentantenhauswahl 1996 für die Neue Fortschrittspartei in seinem Heimatwahlkreis Aomori 4 kandidierte und sich gegen den LDP-Kandidaten Kyōichi Tsushima durchsetzte. Den Wahlkreis verteidigte er danach für die LDP bei sechs Wahlen in Folge mit absoluten Mehrheiten.
Er starb an Krebs am 25. Juli 2017, in einem Krankenhaus in Tokio, im Alter von 52 Jahren.